# Ульріх фон Вердум
У́льріх фон Ве́рдум (нім. Ulrich von Werdum) (1 січня 1632 — 20 березня 1681) — мандрівник із Фрисландії (історичної області на узбережжі Північного моря).

## Життєпис
Ульріх фон Вердум народився у Фрісландії (сучасна Німеччина) у шляхетній родині. Отримав домашню освіту, згодом вступив до університету Франекера, де студіював теологію, право й медицину, а 1670 року після смерті батьків отримав добру спадщину. Та замість керувати маєтками і вести спокійне та заможне життя, Ульріх вирушив у подорож у компанії свого брата Александера.
Як співробітник агента французького уряду абата Пом'є в 1670—1672 роках подорожував по Західній Україні та Поділлю.
Авантюрна місія абата полягала в поваленні польського короля Міхала Корибута Вишневецького, замість якого мав бути обраний французький принц Шарль Парис, герцог де Лонгвіль. Їхня дворічна спільна подорож була гідна пригодницького роману у жанрі «плаща і шпаги»: пересування інкогніто, напади розбійників, шпигунські пристрасті та знайомства з різноманітними впливовими особами; у 1671 році фон Вердум навіть служив у війську гетьмана Яна ІІІ Собеського. Та все скінчилося, коли принц Шарль Парис несподівано потонув, перетинаючи Рейн, що звело нанівець всі зусилля абата Пом’є і його супутника.
Німецькою мовою мемуари Ульріха фон Вердума опублікував Й. Бернуллі в 1786—1788 роках. 1876 року Ксаверій Ліске видав цю працю польською мовою.
Ульріх фон Вердум навів описи багатьох міст і сіл України, подав цікаві дані про історичну географію Холмщини, Галичини та Поділля, про дипломатію Яна III Собеського, його відносини з гетьманом Петром Дорошенком і татарами в ході осінньої кампанії 1671 року.
Мемуарист підкреслив справедливий характер національної революції 1648—1676 під проводом Богдана Хмельницького, відзначав, що «польські пани з селянами поводяться гірше, ніж із рабами або собаками». У мемуарах і щоденнику, що опублікований 1877 року К. Ліске, Ульріх фон Вердум також торкнувся міжконфесійних відносин в Україні, охарактеризував духовні засади католицизму і православ'я.

## Подорожі Україною
Загалом Вердум здійснив по Україні чотири окремі подорожі:
- Половину грудня 1670 р. Вердум роз'їжджав навколо Львова, а потім через Жовкву повернувся назад до Польщі.
- У квітні того ж року здійснив тижневу поїздку через Яворів до Янова.
- Третя подорож — у складі військової експедиції — тривала з 11 липня до 30 серпня 1671 р. і пролягала Галичиною та Поділлям. Почалась вона у Львові і закінчилася в м. Барі, де Вердум провів увесь вересень.
- З 4 жовтня мандрівник знову вирушив у поїздку, що тривала без перерви понад п'ять місяців і закінчилася у Львові 20 лютого 1672 р. Провівши у Львові два місяці, Вердум залишив Україну. Всі його подорожі проходили на території сучасних Львівської, Тернопільської, Рівненської, Хмельницької, Івано-Франківської, Вінницької областей. Саме для західноукраїнського регіону «Щоденник» Ульріха фон Вердума є незамінним джерелом з історії міст і сіл. Щоденник подорожей Вердума — фоліант обсягом 508 сторінок.[2]

## Останні роки життя
Останні роки життя Ульріха фон Вердума минули на батьківщині, де Крістіна Шарлотта Вюртемберзька, правляча принцеса Східної Фрісландії, призначила його на придворну посаду. Він помер у своєму замку 20 березня 1681 року і був похований у родинному склепі. Його мемуари побачили світ уже після смерті автора, у 1786–1788 роках, а у 1876-му були перекладені польською мовою. 

## Виноски
1. 1 2  Bibliothèque nationale de France BNF: платформа відкритих даних — 2011.
2. ↑  Федорченко В. К., Дьорова Т. А. Історія туризму в Україні